# Sehnsucht (2003)
Sehnsucht (Brasil: Saudade - Sehnsucht ) é um filme alemão de 2003 dos gêneros romance, drama e aventura.

## Sinopse
Três amigos viajam para o Brasil em busca de algo que complete a sua vida: Cyrus procura sua mãe brasileira, o músico Tim busca um novo som e Erik o amor.

## Elenco
| Ator                          | Papel                 |
| ----------------------------- | --------------------- |
| Hendrik Scheider              | Erik                  |
| Aldri Anunciação              | Miguel                |
| Tarik Qazi                    | Cyrus                 |
| Daniel Bätscher               | Tim                   |
| Maria Lucia da Silva Ludwig   | Maria                 |
| Marilza da Cruz Pinto Gregião | Angela                |
| Zezé Motta                    | Mãe de Miguel         |
| Sérgio Menezes                | Fabio                 |
| Marcelo Rodrigues             | Dolly-Twin            |
| Márcio Rodrigues              | Dolly-Twin            |
| Vladimir J.O. Filho           | Henrique              |
| Marcus Tulius Franco Morais   | Preacher              |
| Maria Márcia da Silva         | Fortune-Teller        |
| Roberto J. do Nascimento      | Professora de Umbanda |
| Izael Malto Gregião           | Fisherman             |